# Dacus umbrilatus
Dacus umbrilatus är en tvåvingeart som beskrevs av Munro 1938. Dacus umbrilatus ingår i släktet Dacus och familjen borrflugor.
Artens utbredningsområde är Kenya. Inga underarter finns listade i Catalogue of Life.